# Signed and Sealed in Blood
Signed and Sealed in Blood é o oitavo álbum de estúdio do Dropkick Murphys. O álbum foi lançado em 8 de janeiro de 2013 na gravadora da Born & Bred Records. O álbum estreou no No.9 na parada de álbuns da Billboard, a terceira maior estréia da banda. O álbum conta com quatro singles, incluindo "Rose Tattoo" e "The Season's Upon Us", uma canção temática de Natal que acabou se tornando um dos maiores singles da banda. "The Boys Are Back" e "Out of Our Heads" (que foi usada como tema no programa de televisão Boston's Finest) também foram lançadas como singles. Uma versão especial de caridade chamada "Rose Tattoo" foi lançada em 2013 em resposta ao atentado à maratona de Boston em 2013.

## Origens
Em 31 de agosto de 2012 a banda anunciou o título do álbum e o primeiro single, Rose Tattoo, pela página do Facebook. O título do álbum é um trecho da música "Rose Tattoo". A banda pediu para que os fãs se tatuassem com o novo logotipo contido na capa do album e enviassem fotos. Essas imagens foram utilizadas na embaçagem do disco e também da versão em vinil.
Foram vendidas 106,000 cópias até 10 de Setembro de 2013.

## Faixas
| N.º            | Título                                           | Duração |  |
| 1.             | "The Boys Are Back"                              | 3:20    |  |
| 2.             | "Prisoner's Song"                                | 2:47    |  |
| 3.             | "Rose Tattoo"                                    | 5:06    |  |
| 4.             | "Burn"                                           | 2:39    |  |
| 5.             | "Jimmy Collins' Wake" (Letra de Richard Johnson) | 2:59    |  |
| 6.             | "The Season's Upon Us"                           | 4:02    |  |
| 7.             | "The Battle Rages On"                            | 2:17    |  |
| 8.             | "Don't Tear Us Apart"                            | 3:01    |  |
| 9.             | "My Hero"                                        | 3:10    |  |
| 10.            | "Out on the Town"                                | 3:02    |  |
| 11.            | "Out of Our Heads"                               | 3:11    |  |
| 12.            | "End of the Night"                               | 5:17    |  |
| Duração total: | Duração total:                                   | 40:49   |  |

| Faixas bônus |                                                                                   |         |  |
| N.º          | Título                                                                            | Duração |  |
| 1.           | "Lucky Charlie" (Lojas virtuais, CD Japonês)                                      |         |  |
| 2.           | "The Boys Are Back (Acustico)"                                                    |         |  |
| 3.           | "78 RPM" (Cover de Stiff Little Fingers escrito por Jake Burns e Gordon Ogilvie.) |         |  |
| 4.           | "The Battle Rages On (Acustico)"                                                  |         |  |
| 5.           | "AK-47 (All I Want For Christmas Is An)" ("The Season's Upon Us" 7" single)       |         |  |
| 6.           | "Shark Attack"                                                                    |         |  |